# Trey Woodbury
Trey Woodbury (Las Vegas, Nevada; 17 de septiembre de 1999) es un jugador de baloncesto estadounidense que actualmente forma parte de la plantilla del Aris BC de la A1 Ethniki griega. Su posición es base y escolta.

## Trayectoria deportiva

### Universidad
Nacido en Las Vegas, Nevada, Woodbury comenzó su carrera en la Clark High School, de su ciudad natal, hasta 2018, fecha en la que ingresó en la Universidad de Nevada, Las Vegas, donde jugaría durante la temporada 2018-19 en la NCAA con los UNLV Rebels.
En 2019, ingresa en la Universidad del Valle de Utah, institución académica ubicada en Orem, Utah, donde jugaría durante cuatro temporadas en la NCAA con los Utah Valley Wolverines, de 2019 a 2023.

### Profesional
El 16 de agosto de 2023 firma por el Brose Bamberg de la Basketball Bundesliga.
El 24 de agosto de 2024 fichó por el Aris BC de la A1 Ethniki griega.